# Mike Nichols
Mike Nichols (tên khai sinh: Mikhail Igor Peschkowsky; 6 tháng 11 năm 1931 – 19 tháng 11 năm 2014) là nam diễn viên, đạo diễn người Mỹ. Ông sinh ra tại Berlin, Đức.